# Bushin
Bunshin (武心?) es un término japonés que se traduce como "el espíritu/mente que detiene la espada". La primera parte de la frase, Bun, significa un camino para poner un final a una contienda entre espada y la parte final, shin, significa la mente y el espíritu que son uno. Mientras que las artes del guerrero (Budō) han traducido 'Bushin' como "espíritu del guerrero", la esencia de la frase ha evolucionado más allá de "un simple guerrero" en una persona que busca el Método Natural Armonioso y el Modo de Vivir Correctamente. Artes marciales como Aikidō y Bujinkan promueve este concepto como una filosofía primaria.
Comúnmente, Bushin (武神?) es un término para una divinidad marcial en Japonés, denotando usualmente una forma de arte marcial japonés, incluyendo variantes como Bushin Karate y Bunshin Ninjitsu. "Bushin" también puede ser traducido literalmente como "clon" o "réplica".
- Datos: Q3647551